# MapWindow GIS
MapWindow GIS là phần mềm nguồn mở về hệ thống thông tin địa lý linh hoạt, với các tính năng có thể được mở rộng.
Nó gồm có đầy đủ các tính năng của một phần mềm GIS cơ bản, gồm có xử lý các phép chiếu bản đồ, trình bày hiển thị các lớp bản đồ với đường nét và màu sắc thích hợp, cho phép người dùng tìm kiếm bằng tương tác hoặc truy vấn.
MapWindow GIS được phát triển trên cơ sở hệ thống .NET, và phần mềm có cốt lõi là MapWinGIS, một khiển tố ActiveX. Do vậy, nó cho phép người dùng thao tác trên các lớp dữ liệu bản đồ bằng cách viết đoạn mã lệnh (script) bằng các ngôn ngữ lập trình C# hoặc VB.NET. Một hình thức mở rộng khác là thông qua các plug-in. Trong MapWindows GIS đã có sẵn một số plug-in hỗ trợ phân chia lưu vực.

## Lịch sử[1]
Năm 1998 nhóm nghiên cứu của Daniel Ames tại Đại học Utah trong quá trình mô hình hóa dùng các tài liệu bản đồ, đã không thể thực hiện một số thao tác bằng các phần mềm thương mại sẵn có. Họ đã phát triển khiển tố MapWinGIS.ocx để hỗ trợ thực hiện các nhiệm vụ này. Khiển tố này có thể được dùng trong các form của Visual Basic phục vụ cho việc hiển thị, phân tích, truy vấn các dữ liệu bản đồ.
Từ khiển tố này, họ đã phát triển thành phần mềm MapWindow để có thể tạo ra các plug-in cho các chương trình khác. Với các chương trình tự tạo, có tính năng gần như nhau, việc dùng plug-in cho thấy hiệu quả tốt hơn, tránh việc phải viết lại mã lệnh so với sử dụng khiển tố đơn thuần.